# Золотая малина (премия, 2006)
26-я церемония вручения наград премии «Золотая малина» за сомнительные заслуги в области кинематографа за 2005 год. Лауреаты были объявлены 30 января 2006 года.

## Лауреаты и номинанты
| Лауреаты — выделены отдельным цветом. |

| Категория                                    | Фотографии лауреатов                                                                                  | Лауреаты и номинанты                                                       |
| -------------------------------------------- | --- | -------------------------------------------------------------------------- |
| Худший фильм                                 | | • «Грязная любовь»                                                         |
| Худший фильм                                 | • «Дом восковых фигур»                                                                                |                                                                            |
| Худший фильм                                 | • «Сын Маски»                                                                                         |                                                                            |
| Худший фильм                                 | • «Придурки из Хаззарда»                                                                              |                                                                            |
| Худший фильм                                 | • «Мужчина по вызову 2»                                                                               |                                                                            |
| Худшая мужская роль                          | | • Роб Шнайдер — «Мужчина по вызову 2»                                      |
| Худшая мужская роль                          | • Дуэйн Джонсон «Скала» — «Doom»                                                                      |                                                                            |
| Худшая мужская роль                          | • Джейми Кеннеди — «Сын Маски»                                                                        |                                                                            |
| Худшая мужская роль                          | • Том Круз — «Война миров»                                                                            |                                                                            |
| Худшая мужская роль                          | • Уилл Феррелл — «Бей и кричи» и «Колдунья»                                                           |                                                                            |
| Худшая женская роль                          | | • Дженни Маккарти — «Грязная любовь»                                       |
| Худшая женская роль                          | • Джессика Альба — «Фантастическая четвёрка» и «Добро пожаловать в рай!»                              |                                                                            |
| Худшая женская роль                          | • Хилари Дафф — «Оптом дешевле 2» и «Идеальный мужчина»                                               |                                                                            |
| Худшая женская роль                          | • Дженнифер Лопес — «Если свекровь — монстр»                                                          |                                                                            |
| Худшая женская роль                          | • Тара Рейд — «Один в темноте»                                                                        |                                                                            |
| Худшая мужская роль второго плана            | | • Хейден Кристенсен — «Звёздные войны. Эпизод III: Месть ситхов»           |
| Худшая мужская роль второго плана            | • Алан Камминг — «Сын Маски»                                                                          |                                                                            |
| Худшая мужская роль второго плана            | • Боб Хоскинс — «Сын Маски»                                                                           |                                                                            |
| Худшая мужская роль второго плана            | • Юджин Леви — «Оптом дешевле 2» и «Тот самый человек»                                                |                                                                            |
| Худшая мужская роль второго плана            | • Бёрт Рейнольдс — «Придурки из Хаззарда» и «Всё или ничего»                                          |                                                                            |
| Худшая женская роль второго плана            | | • Пэрис Хилтон — «Дом восковых фигур»                                      |
| Худшая женская роль второго плана            | • Кармен Электра — «Грязная любовь»                                                                   |                                                                            |
| Худшая женская роль второго плана            | • Кэти Холмс — «Бэтмен: Начало»                                                                       |                                                                            |
| Худшая женская роль второго плана            | • Эшли Симпсон — «Неразгаданное»                                                                      |                                                                            |
| Худшая женская роль второго плана            | • Джессика Симпсон — «Придурки из Хаззарда»                                                           |                                                                            |
| Худший актёрский дуэт                        | | • Уилл Феррелл и Николь Кидман — «Колдунья»                                |
| Худший актёрский дуэт                        | • Джейми Кеннеди и любой актёр или актриса — «Сын Маски»                                              |                                                                            |
| Худший актёрский дуэт                        | • Дженни Маккарти и все те, кто с ней хочет подружиться или пригласить на свидание — «Грязная любовь» |                                                                            |
| Худший актёрский дуэт                        | • Роб Шнайдер и его «подгузник» — «Мужчина по вызову 2»                                               |                                                                            |
| Худший актёрский дуэт                        | • Джессика Симпсон и «Дэйзи Дьюк» — «Придурки из Хаззарда»                                            |                                                                            |
| Худший приквел, сиквел, ремейк или плагиат   | | • «Сын Маски»                                                              |
| Худший приквел, сиквел, ремейк или плагиат   | • «Колдунья»                                                                                          |                                                                            |
| Худший приквел, сиквел, ремейк или плагиат   | • «Мужчина по вызову 2»                                                                               |                                                                            |
| Худший приквел, сиквел, ремейк или плагиат   | • «Придурки из Хаззарда»                                                                              |                                                                            |
| Худший приквел, сиквел, ремейк или плагиат   | • «Дом восковых фигур»                                                                                |                                                                            |
| Худший режиссёр                              | | • Джон Мэллори Эшер — «Грязная любовь»                                     |
| Худший режиссёр                              | • Уве Болл — «Один в темноте»                                                                         |                                                                            |
| Худший режиссёр                              | • Джей Чандрашекхар — «Придурки из Хаззарда»                                                          |                                                                            |
| Худший режиссёр                              | • Нора Эфрон — «Колдунья»                                                                             |                                                                            |
| Худший режиссёр                              | • Лоуренс Гутерман — «Сын Маски»                                                                      |                                                                            |
| Худший сценарий                              | | • Дженни Маккарти — «Грязная любовь»                                       |
| Худший сценарий                              | • Нора Эфрон, Делия Эфрон и Адам Маккэй — «Колдунья»                                                  |                                                                            |
| Худший сценарий                              | • Харрис Голдберг, Роб Шнайдер и Дэйв Гаррет — «Мужчина по вызову 2»                                  |                                                                            |
| Худший сценарий                              | • Джон О'Брайн, Джонатан Л. Девис и Ги Уолдрон — «Придурки из Хаззарда»                               |                                                                            |
| Худший сценарий                              | • Лэнс Казей — «Сын Маски»                                                                            |                                                                            |
| Наиболее надоедливые герои бульварной прессы | | • Том Круз, Кэти Холмс, диван Опры Уинфри, Эйфелева башня и «ребёнок Тома» |
| Наиболее надоедливые герои бульварной прессы | • Том Круз против его психиатра                                                                       |                                                                            |
| Наиболее надоедливые герои бульварной прессы | • Пэрис Хилтон                                                                                        |                                                                            |
| Наиболее надоедливые герои бульварной прессы | • Бритни Спирс, Кевин Федерлайн, их ребёнок (Шон Престон Федерлайн) и их видеокамера                  |                                                                            |
| Наиболее надоедливые герои бульварной прессы | • Симпсоны: Эшли, Джессика и Ник                                                                      |                                                                            |